# Ангел смерти (криминология)

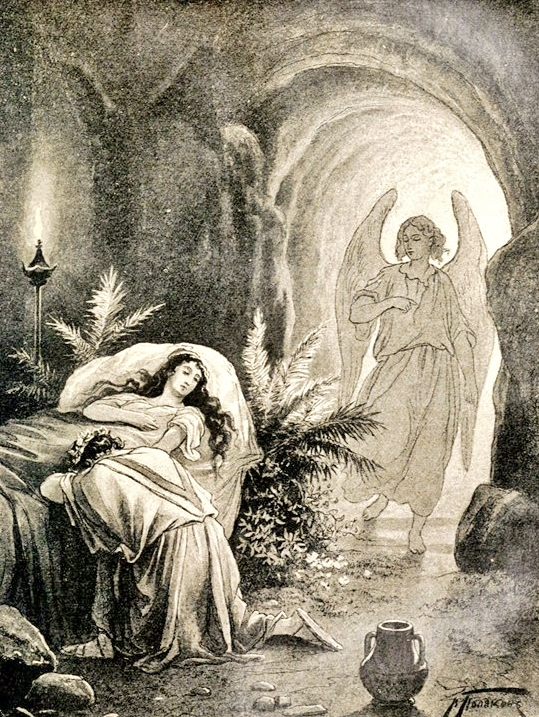
Иллюстрация В. А. Полякова к поэме М. Ю. Лермонтова «Ангел смерти»

«А́нгел сме́рти» (англ. angel of death, др. название «ангел милосердия», англ. angel of mercy) — тип серийного убийцы в криминальной психологии, как правило, медицинский работник, убивающий пациентов или людей, больных неизлечимыми заболеваниями, причиняющими им страдания. Серийный убийца данного типа часто занимает позицию, которая позволяет ему принимать решения о прекращении или продолжении жизней больных, и использует свои профессиональные знания, чтобы убивать жертв. В некоторых случаях со временем это поведение начинает распространяться и на легко излечимых пациентов, и на здоровых людей.

## Характеристики и мотивация
Этот тип преступного поведения может иметь различную мотивацию, однако чаще всего она попадает под критерии одной или нескольких нижеприведённых моделей:
- «Сострадательный» убийца: преступник верит в то, что жертвы страдают и при этом лишены какой-либо помощи, хотя это убеждение может носить бредовой характер.
- Садист: убийца использует своё положение как способ проявления власти и контроля.
- «Зловредный герой»: убийца каким-либо образом подвергает жизнь жертвы опасности, а затем приступает к попыткам её реанимации. Иногда подобное поведение проявляется даже в случаях, когда убийца знает, что жертва уже мертва, но надеется, что его действия будут расценены как самоотверженные.

«Сострадательным» убийцей, по Ю. М. Антоняну, движет мотив «любви» или близкий мотив «сострадания». Так убийца идёт на преступление из заботы о любимом или хорошо знакомом человеке. Побуждающей силой в данном случае является невозможность прервать страдания больного иными способами или точное знание о его неизбежной мучительной смерти. Многие из подобных преступлений совершались по просьбе самих жертв — близких убийц.
По типологии Кима Россмо, «ангелы смерти» по способу поиска жертвы относятся к типу «ставящих капканы». «Ставящие капканы» — серийные убийцы, стремящиеся к созданию ситуации, внутри которой они способны встретить свою жертву и сразу получить над ней контроль. Всё в той же типологии Россмо по способу нападения на жертву «ангелы смерти» представляют собой убийц-«засадников», то есть нападающих в хорошо контролируемых ими местах. В иных классификациях таких серийных убийц называют «локальными» в связи с совершением ими преступлений в определённом месте.

#### Половые различия
Мужчины-«серийники» почти никогда не убивают в парах, в то время как женщины-«серийницы» часто прибегают к партнёрству в совершении преступления. Мужчина-«серийник» зачастую склонен к избеганию эмоционального контакта с потенциальной жертвой, женщины же нередко могут выбирать в качестве жертв людей из своего близкого круга — родственников, друзей, коллег по работе, а также пациентов, с которыми у них сложилась тесная эмоциональная связь.

## В медицинской сфере
Для некоторых людей, испытывающих патологический интерес к власти над жизнью и смертью, привлекательной кажется работа в медицине. Исследование по выявлению характеристик 70 женщин — серийных убийц, проведённое в 2011 году, показало, что 30 % преступниц были медсёстрами. Большинство убийств, совершаемых медсёстрами, совершаются с помощью смертельной инъекции. В среднем серийные убийцы, выступающие в роли медицинских работников, совершают около двух убийств каждый месяц.
Один из представителей «ангелов смерти» — медсестра Джейн Топпан, признавшаяся во время судебного разбирательства, что она была сексуально возбуждена смертью. Женщина вводила лекарство пациентам, которых она выбирала в качестве своих жертв, а затем, лёжа с ними в постели, прижимала их к своему телу, когда они умирали.
Другой пример — Гарольд Шипман, английский семейный врач, который представлял общественности смерть своих пациентов как естественную, то есть наступившую вследствие болезни. С 1984 по 1998 год он убил по меньшей мере 15 пациентов; его подозревают в убийстве 250 человек. Между тем, доктор Джон Бодкин Адамс, хотя и оправданный в 1957 году в убийстве одного пациента, как полагают, убил около 163 пациентов в Истборне, Англия.
Примером серийного убийцы — «зловредного героя» был Ричард Анджело. Мужчина разработал план, в ходе которого он будет вводить пациенту наркотик, а затем пытаться «спасти» человека, чтобы родственники погибшего воспринимали его как «героя». Данный мотив преступления, связанный с вызыванием кризисного состояния у пациента, недавно был назван профессиональной версией синдрома Мюнхаузена, или «синдромом Мюнхаузена по доверенности». Ричард Анджело признался в убийстве 25 своих пациентов.
Ряд медицинских работников-убийц были замешаны в мошенничестве. Например, Герман Уэбстер Маджетт (также известный как Генри Говард Холмс) часто участвовал в мошеннических схемах, связанных со страховкой пациентов. Гарольд Шипман ранее был судим за подделку рецептов, за что был оштрафован на 600 фунтов стерлингов.
К наиболее известным «Ангелам смерти» относятся:
- Беверли Аллитт, английская медсестра, убившая четырёх детей-пациентов[16][17]
- Кристен Гилберт, американская медсестра, осуждённая за серийные убийства[18]
- Дональд Харви, американский санитар, осуждённый за серийные убийства[19]
- Айно Никопп-Коски, финская медсестра, осуждённая за пять убийств и пять покушений на убийство[20]
- Майкл Сванго, американский врач, отравивший более 30 пациентов и сотрудников[21]
- Нильс Хёгель, немецкий медбрат, осуждённый за серийные убийства[22]

Существуют опасения, что легализованная эвтаназия может позволить серийным убийцам, работающим в медицинской сфере, совершать преступления, не оставляя никаких следов своей причастности. Обеспокоенность по поводу этой возможности может вызвать недоверие к практикам паллиативной помощи среди широкой общественности и к государственным учреждениям в отношении надлежащего надзора за домами престарелых.

## В популярной культуре

### Примеры в литературе
Двое незамужних дам преклонного возраста в пьесе Джозефа Кессельринга «Мышьяк и старые кружева» выступают в качестве «ангелов смерти» для одиноких стариков, отравляя их вином из бузины с добавлением мышьяка, стрихнина и цианида.
Персонаж Энни Уилкс в романе Стивена Кинга «Мизери» также может быть причислена к серийным убийцам вышеприведённого типа.
Кроме того, «ангел милосердия» упоминается в романе Агаты Кристи «Щёлкни пальцем только раз». Роман «Пятый всадник» Джеймса Паттерсона также содержит сцены, в которых принимает участие убийца, схожий по своим деяниям с «ангелами смерти».

### Примеры в телесериалах и телевизионных шоу
- появление подобного серийного убийцы в телесериале «Декстер»[29]
- «Ангел смерти» в 1 сезоне, 5 эпизоде телесериала «Элементарно»[30]
- «Ангел смерти» в 3 сезоне, 7 эпизоде  телесериала «Обмани меня»[31]
- «Ангел смерти» в 4 сезоне, 1-2 эпизодах телесериала «Фарго»[32]
- Показ в британской мыльной опере «Холлиоукс» сюжетной линии с «убийцей в перчатках», действовавшим схоже с «ангелами смерти»[33]
- Персонаж Милдред Рэтчед в сериале «Рэтчед» также описывается как «ангел смерти»[34]
- Персонаж Бертрам Филкотт во 2 сезоне шоу «Почему женщины убивают» представляет собой «ангела смерти»[35]
- Персонаж Карл Копфркингл в чешской классике новой волны «Крематор» — редкий немедицинский пример этой криминальной патологии. Он убивает свою еврейскую семью, будучи убежденным, что избавляет их от страданий и отправляет к лучшей жизни[36]

### Примеры в музыке
- Fear Factory «Demanufacture»[37]